# Hiéroglyphe égyptien A13
Pour les articles homonymes, voir Prisonnier.

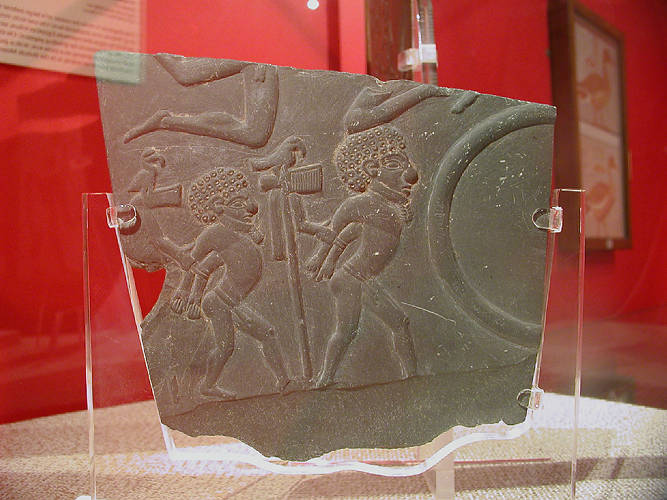
Hierakonpolis, hiéroglyphe de prisonnier.

Le hiéroglyphe égyptien A13 (prisonnier) est classifié dans la section A « L'Homme et ses occupations » de la liste de Gardiner ; il y est noté A13.

## Représentation
Il représente un prisonnier agenouillé les bras liés dans le dos.

## Utilisation
C'est un déterminatif du champ lexical de l'adversaire et par découlement, de l'étranger.
À l'époque tardive il peut être utilisé comme abréviation des mots qu'il détermine.

## Exemples de mots
| N35 · G21 | V28 | S29 | A13 |

| N35 · G21 | V28 | S29 | A13 |

| M16 | N29 · D40 | A13 | Z3 |

| M16 | N29 · D40 | A13 | Z3 |

| S29 | D58 | M17 | A13 |

| S29 | D58 | M17 | A13 |